# TatraCity

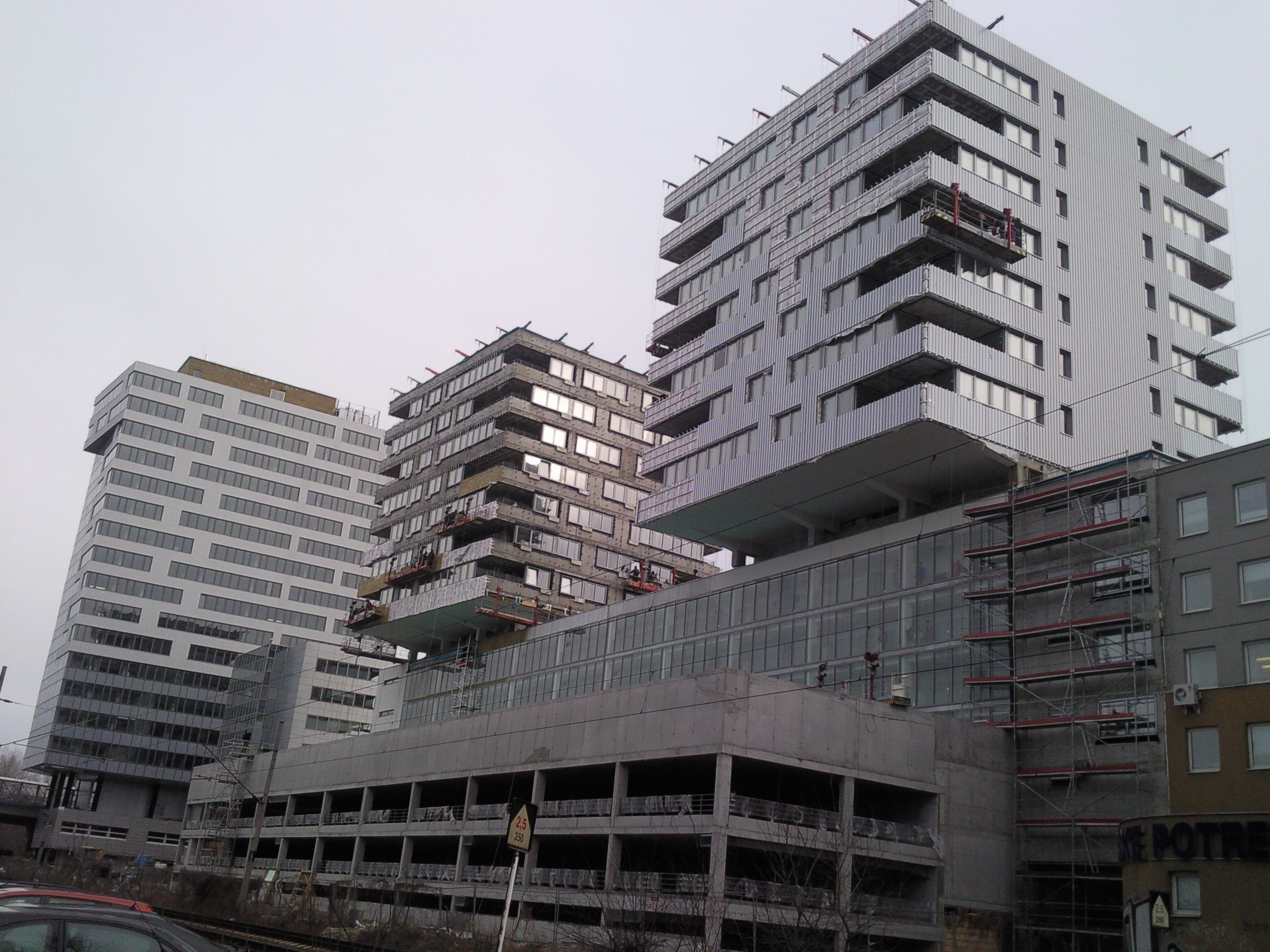
TatraCity

TatraCity je polyfunkční objekt v Bratislavě v městské části Petržalka, který je ve výstavbě od roku 2007 a staví ho investor Tatra Residence (Tatra banka Group ).
Obsahuje 96 bytů v nízkopodlažní části a kancelářské prostory v 19-podlažní administrativní budově s výškou 72 m. Projekt se nachází na Černyševského ulici v blízkosti komunikace Einsteinova.